# Mravenec Forelův
Mravenec Forelův (Formica foreli) je teplomilný druh mravence z rodu Formica, podrodu Coptoformica. Mravenci Forelovi si stavějí mraveniště na pastvinách nebo polosuchých trávnících chudých na živiny. Jsou podobni příbuzným mravencům pastvinným a mravencům pasekovým a stejně jako oni budují kupy mravenišť převážně z rozkousaného suchého rostlinného materiálu.

## Popis
Dělnice mravence Forelova jsou dvoubarevné. Hlava, hruď a stopka jsou červenavé, vrch hlavy a zadeček je tmavě hnědý, na hrudi je tmavá skvrna. Hlava je v týlní části silně vykrojená. Tento znak charakterizuje všechny druhy zařazené do podrodu Coptoformica. Šupina na stopce je výrazně vykrojená. Odstávající chloupky jsou jen na koncových destičkách zadečku a na předním okraji čelního štítku. Na svrchní straně hlavy jsou husté krátké chloupky, zejména v oblasti tří temenních oček. Složené oči jsou vždy bez chloupků. Přední články zadečku jsou matné. Délka dělnic je 4,5 – 7 mm.
Samičky jsou podobné dělnicím, hlava, hruď a zadeček jsou tmavohnědé, stopka je žlutočervená. Tělo je matné. Délka samiček je 6 až 7 mm.

Samečci jsou černohnědí se žlutými končetinami a jejich délka je 5,5 až 7 mm.

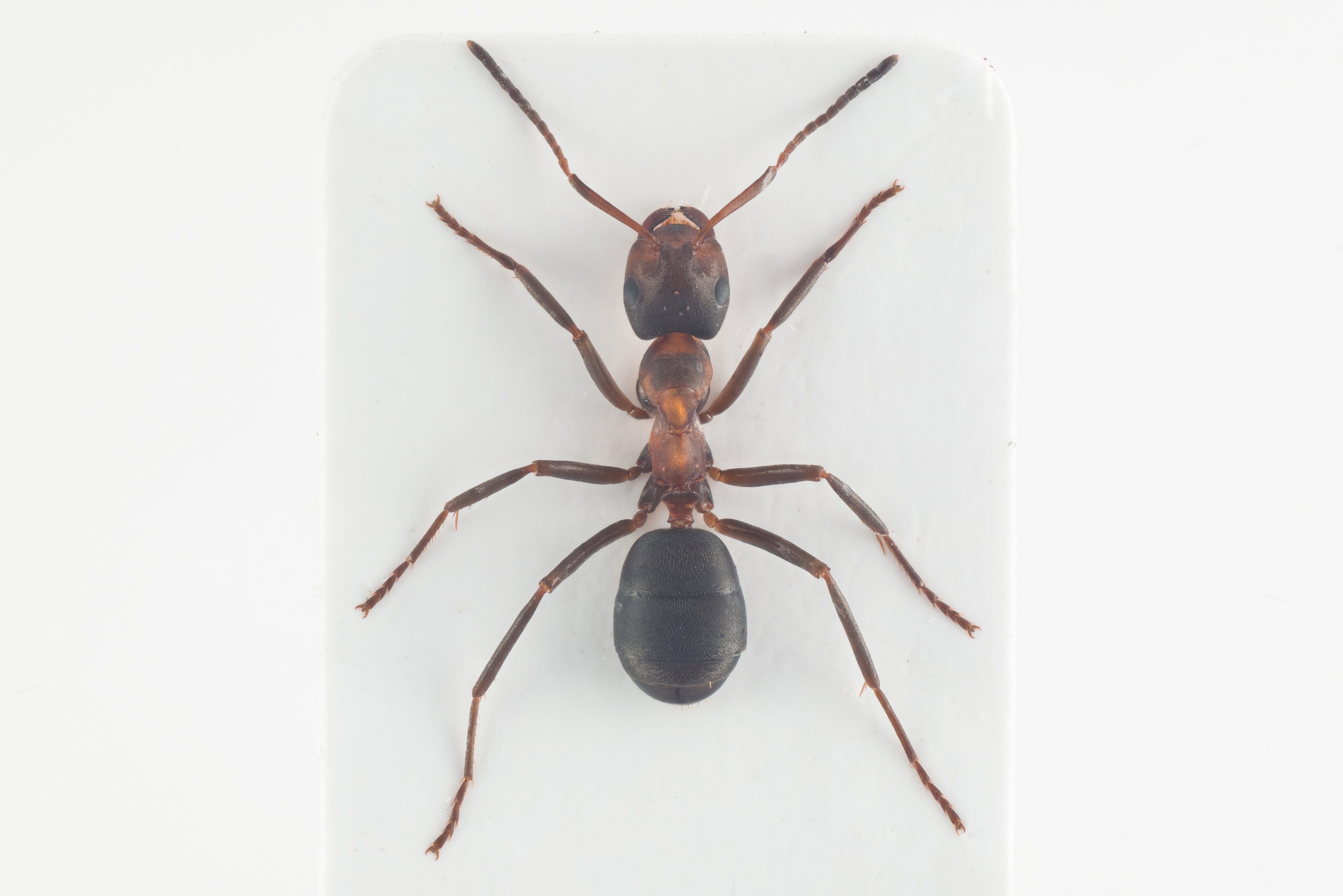
Mravenec Forelův - dělnice
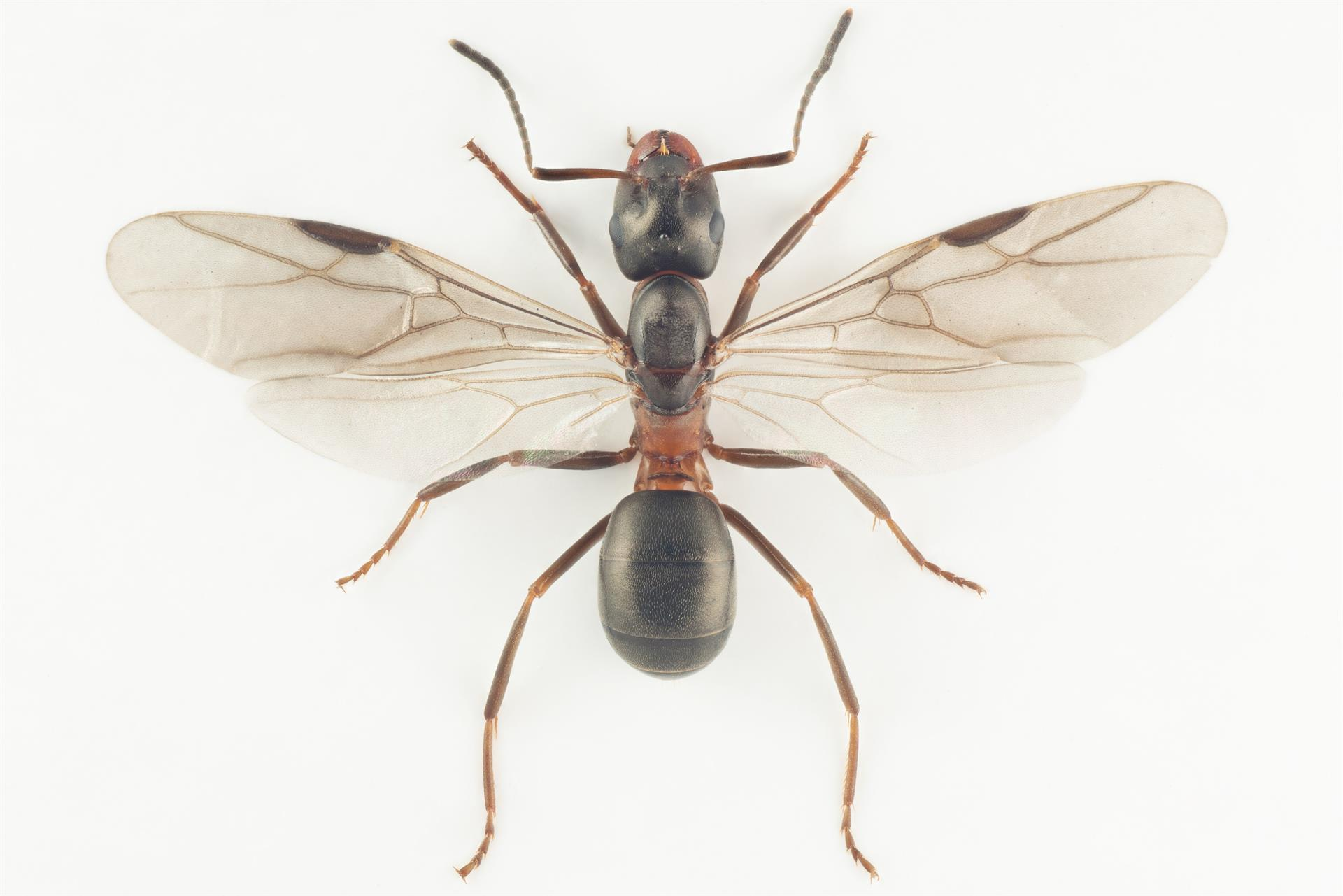
Mravenec Forelův - samička
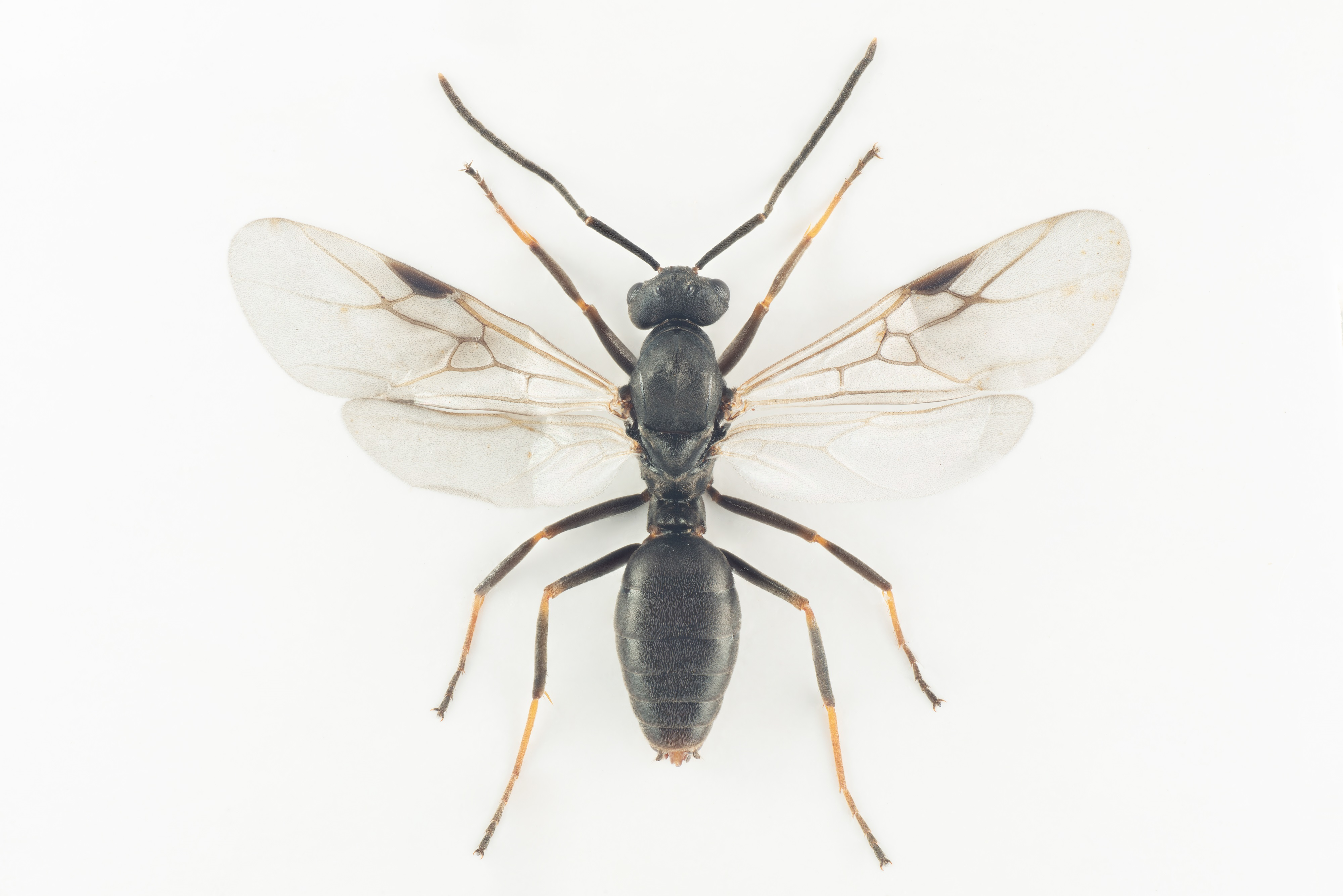
Mravenec Forelův - samec

## Výskyt
Původním domovem mravenců Foreloivých. jsou teplé oblasti jižní Evropy, odkud se v teplých periodách rozšířili na sever, kde se ale udrželi jen v malých izolovaných populacích. Současný areál rozšíření mravence Forelova zahrnuje území severního Španělska, severní Itálie, Švýcarska, Německa, Dánska, Švédska, Polska, České republiky, Slovenska, Turecka a oblasti Kavkazu. Ve většině z uvedených zemí je výskyt tohoto druhu vzácný.
V České republice byl výskyt mravence Forelova dosud zaznamenán na 11 lokalitách, ale aktuálně se vyskytuje jen na šesti z nich. Tyto lokality se nacházejí na jižní Moravě a na Vysočině.

## Stanoviště
Mravenci Forelovi obývají otevřená osluněná stanoviště, jako jsou pastviny nebo polosuché trávníky, zejména na písčitých půdách nebo na vápencích a jiných skalnatých podložích. Nejsou osidlována rychle zarůstající místa, místa s vysokým přísunem dusíku nebo místa v záplavových nivách řek. Stejně jako ostatní druhy podrodu Coptoformica nemohou mravenci Forelovi zvyšovat teplotu v mraveništi metabolickou produkcí tepla nezávisle na teplotě prostředí, jak je známo u některých druhů lesních mravenců. Tím se zvyšuje jejich závislost na přímém oslunění a mraveniště nemohou být proto budována na zcela zastíněných stanovištích.

## Způsob života
Mravenci Forelovi žijí, obdobně jako jiné druhy mravenců, v koloniích, ve kterých jsou tři kasty mravenců.
Dělnice jsou neplodné samičky a tvoří nejpočetnější skupinu. Jejich úkolem je zajištění chodu kolonie. Pečují o potomstvo, shánějí potravu, chrání mraveniště.
Samičky (královny) jsou po vylíhnutí okřídlené. Po spáření ztrácejí křídla a zakládají nové kolonie, příp. rozšiřují mateřskou kolonii. Jejich jedinou, ale zásadní rolí je kladení vajíček. Mohou žít i více než 20 let.
Samci jsou rovněž okřídlení, ale žijí jen krátce. Po spáření záhy hynou.
Kolonie jsou převážně polygynní (s více královnami). V polygynních koloniích žije několik desítek až stovek tisíc dělnic.

### Rojení
V průběhu července až srpna se líhnou okřídlení pohlavní jedinci (samičky a samci) a vydávají se na tzv. svatební let, během kterého dojde k páření. Oplodněná samička si odlomí nebo odkousne křídla a začne se pokoušet o založení kolonie.

### Zakládání kolonií
Oplodněná samička může být buď přijata do mateřského polygynního mraveniště nebo si musí založit vlastní novou kolonii. K tomu využívá hnízd jiných druhů mravenců, zejména mravence otročícího (Formica fusca), jehož dělnice, po zabití královny, využije k odchování vlastního potomstva a následně k ovládnutí celého mraveniště. Jedná se o tzv. dočasný sociální parazitizmus.

### Mraveniště
Mravenci Forelovi žijí v mraveništích, která mají dvě části: podzemní část s komůrkami a chodbičkami a nadzemní kupu, ve které jsou rovněž horizontální komůrky. Kupa je vytvořena z rozkousaného suchého rostlinného materiálu (trávy, byliny), někdy jsou v ní i kaménky a částečky zeminy. Kupy jsou poměrně malé, jejich průměr většinou nepřesahuje 40 cm a jen zcela výjimečně je větší než 100 cm.
Podzemní část je poměrně mělká a komůrky s královnami se nacházejí v hloubce okolo 0,5 m. Tato část mraveniště slouží k odchovu potomstva i jako úkryt v zimním období. V teplém období jsou larvy a kukly přemisťovány do komůrek v nadzemní kupě. Nadzemní kupa slouží též k akumulaci tepla a k udržování vhodné teploty v podzemní části.
U polygynních mravenišť dochází k vytváření oddělků a postupně tak vznikají velké mraveništní komplexy, ve kterých může být i několik set mravenišť.

### Potrava
Mravenci Forelovi loví hmyz a jiné drobné živočichy, ale největším zdrojem energie jsou pro ně výměšky mšic (tzv. medovice). Mšice vyhledávají na stromech, keřích a bylinách, kde je i opatrují.

## Ohrožení a ochrana
V řadě evropských zemích se stavy mravenců Forelových zřetelně snižují, ve Švýcarsku a jižním Německu jim dokonce hrozí vyhynutí. Nejvýznamnější příčinou úbytku je fragmentace a mizení biotopů. To bývá způsobeno především jejich zarůstáním a zalesňováním, ústupem nebo zánikem tradičních způsobů hospodaření, intenzivním užíváním hnojiv a pesticidů a působením imisí atmosférického dusíku. Negativně působí i intenzivní pastva skotu.
Někdy dochází i k poškozování mravenišť zvěří hledající v mraveništích kukly mravenců, ale i larvy a kukly brouků hostujících v mraveništích. Mnohem horší následky má ale přímé ničení mravenišť zemědělskou technikou.
V České republice patří všichni mravenci rodu Formica podle Zákona 114/1992 Sb. v platném znění ke zvláště chráněným druhům živočichů v kategorii ohrožený druh. V Červeném seznamu bezobratlých ČR byl mravenec Forelův ještě v roce 2005 veden jako druh ohrožený, ale vzhledem k jeho rychlému úbytku byl v r. 2017 zařazen do kategorie kriticky ohrožený druh.
Ochrana spočívá zejména v zabránění likvidace biotopu jeho územní ochranou, minimálně formou vyhlášení významného krajinného prvku (VKP). Je vhodné zřetelně vymezit hranice mezi strojně obdělávanou zemědělskou plochou a plochou s mraveništi. Plochu s mraveništi je pak třeba jednou ročně šetrně pokosit a bránit tak jejímu zarůstání vysokostébelnými trávami a bylinami, keři nebo i stromy.

Mraveniště mravenců Forelových u Brťoví – lokalita Kamenice
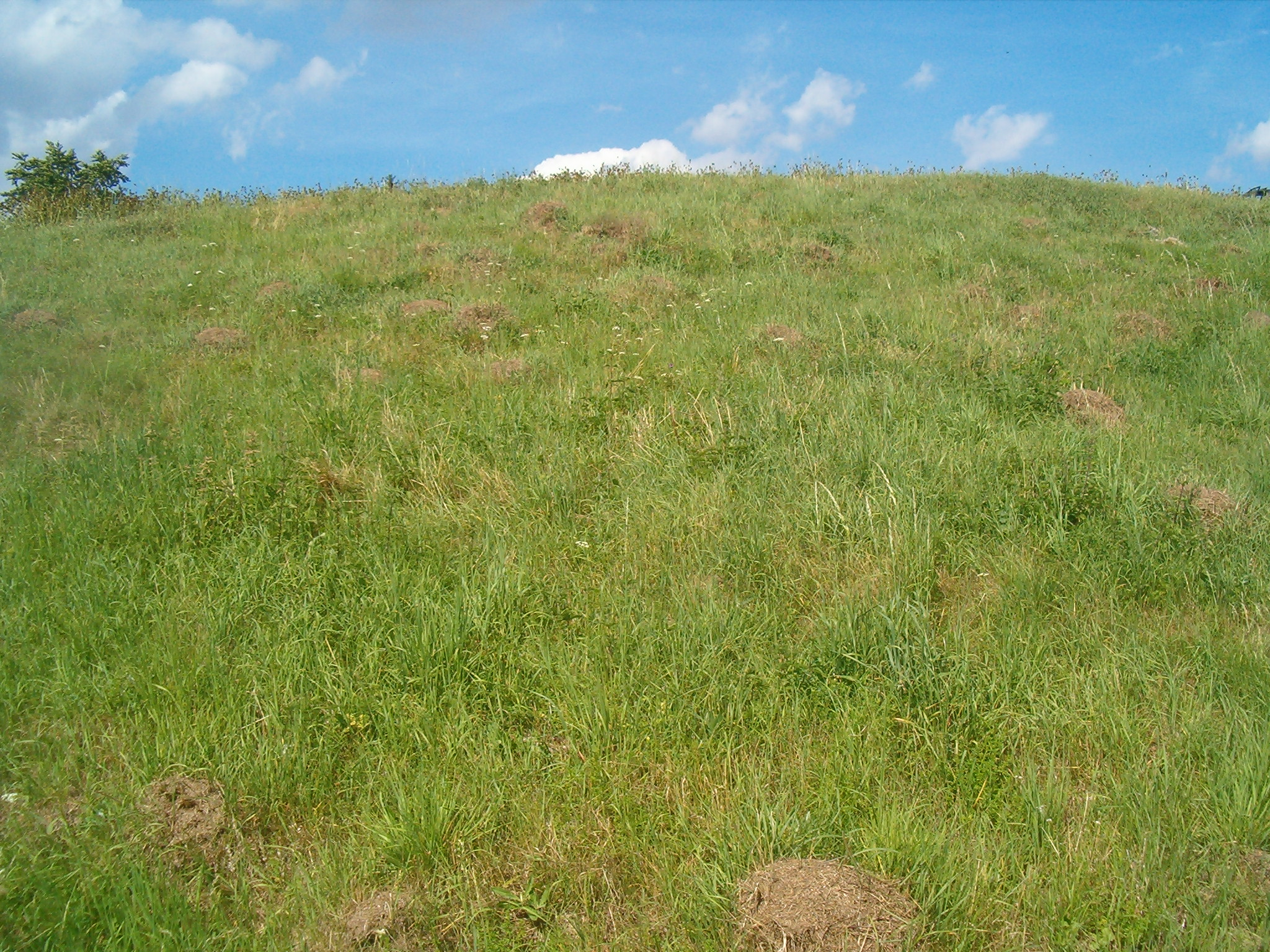
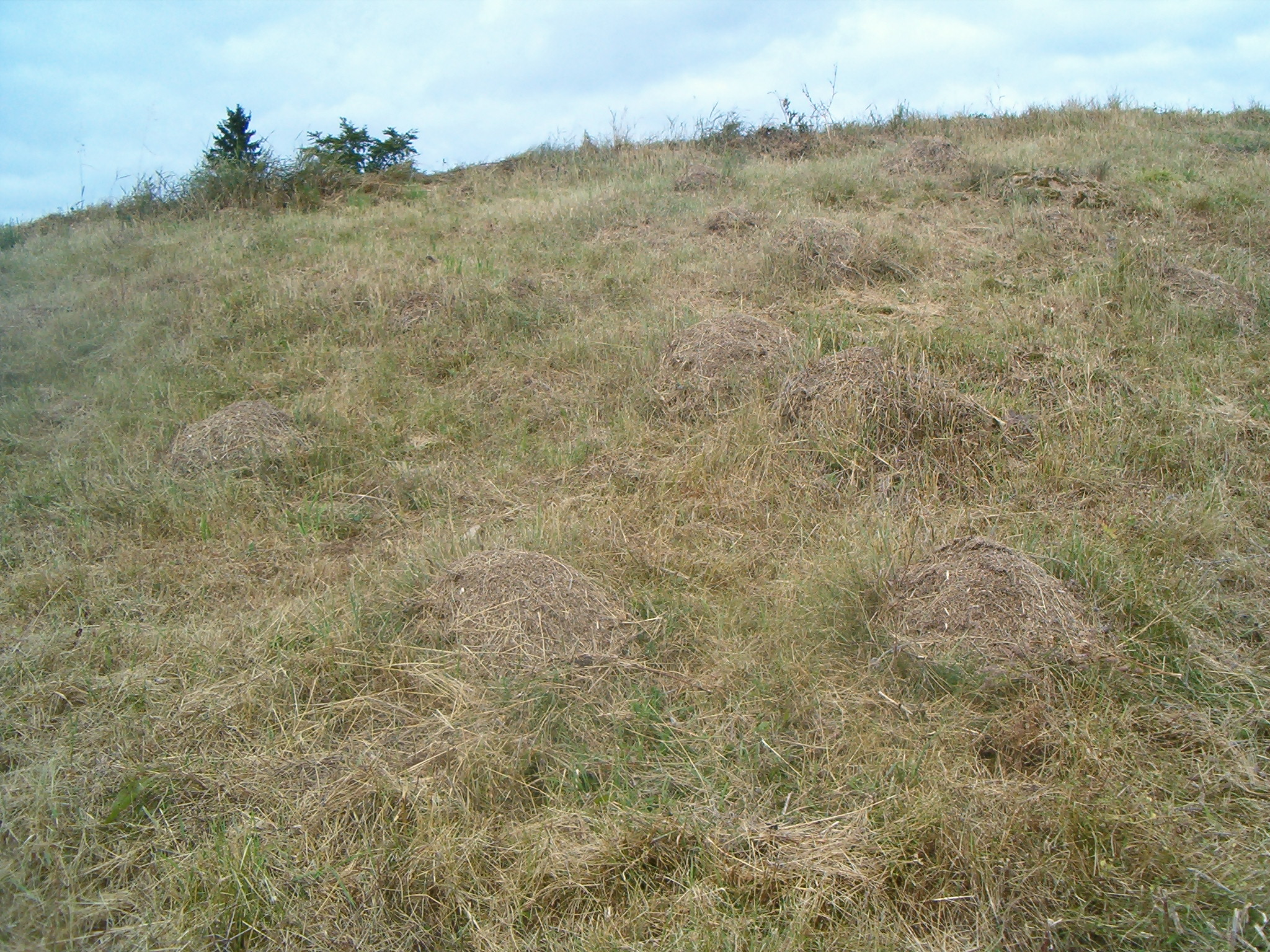
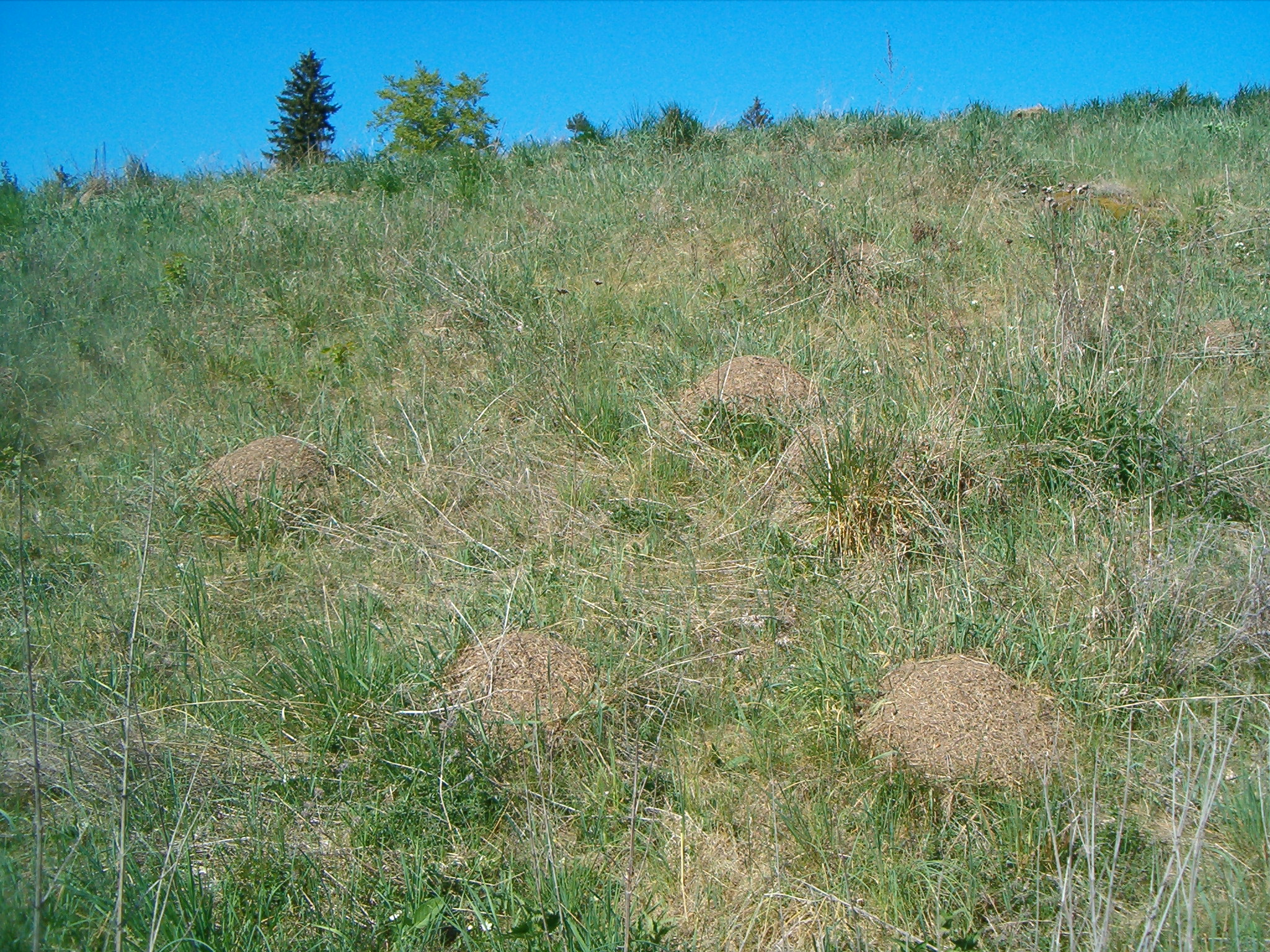
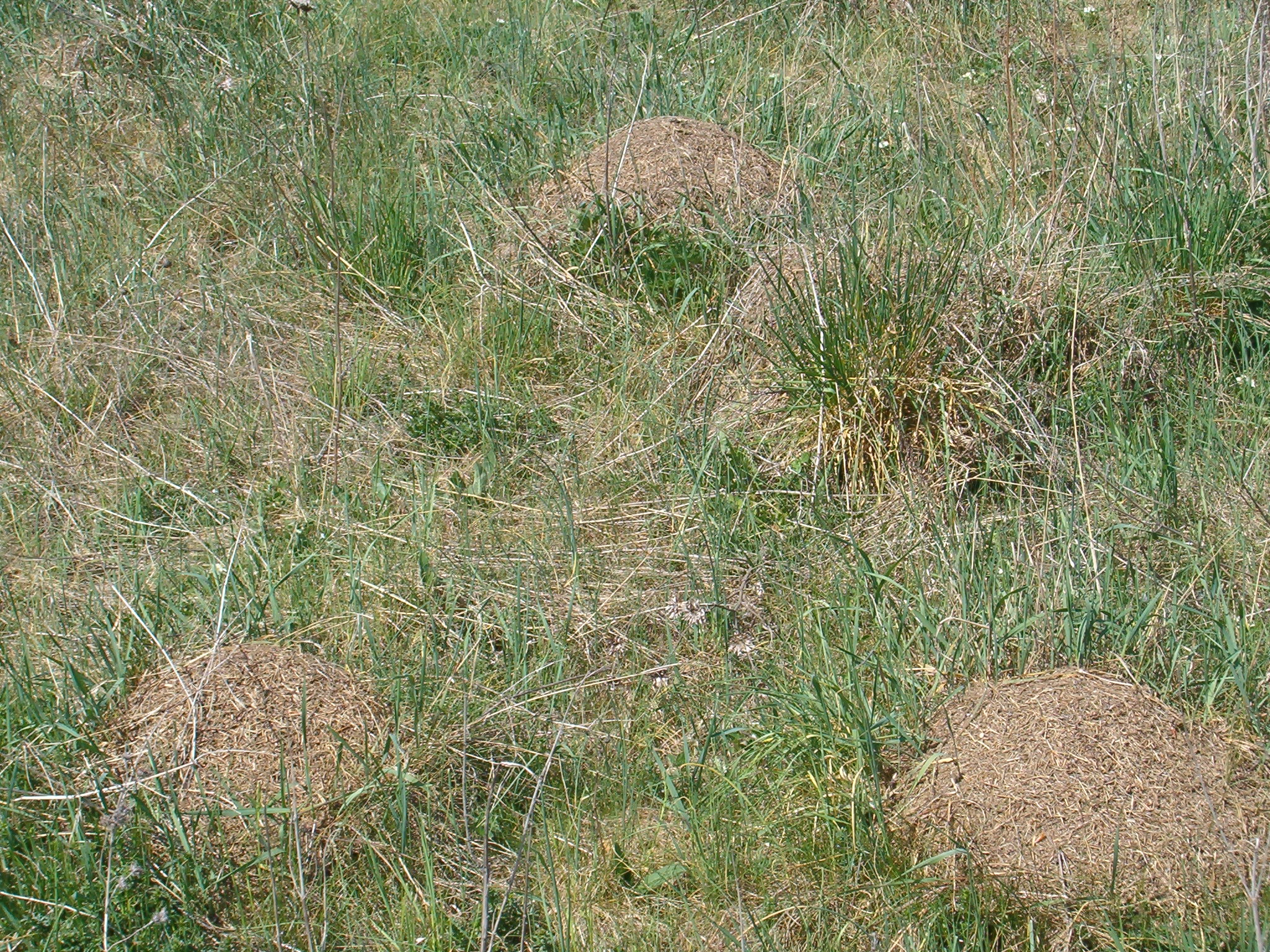
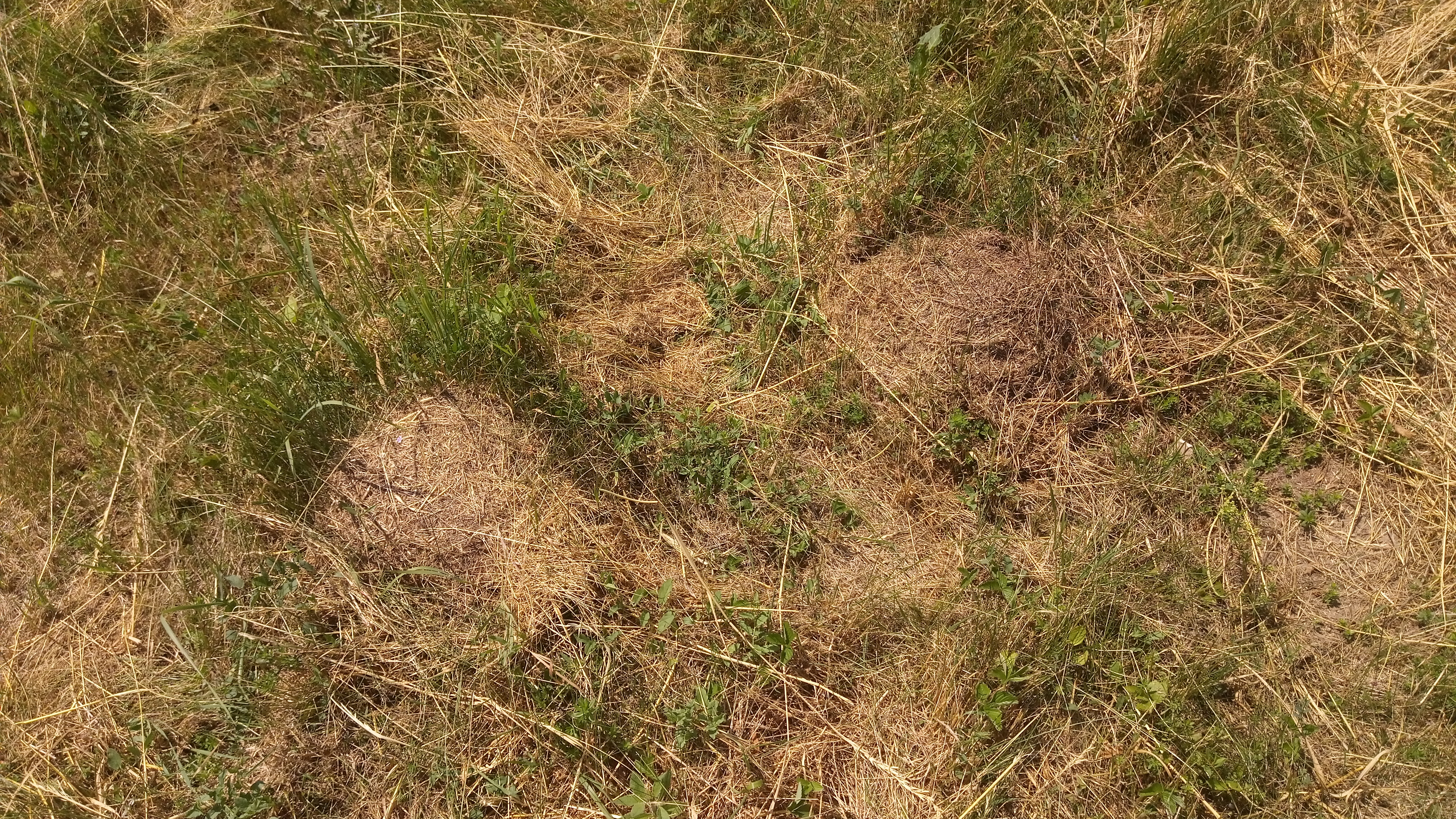